# Curuaias
Os Curuaias, também conhecidos como Kuruaya, Cruaia ou Kuruaia, são um grupo indígena da Amazônia que habitam áreas urbanas e florestas no sudeste do estado brasileiro do Pará. Também são encontrados na Terra Indígena Kuruáya, localizada no município de Altamira.
A língua dos Kuruaya pertence à família linguística Munduruku.

## Características gerais

### Demografia
Os dados compilados pelo Instituto Socioambiental e SIASI/SESAI do Ministério da Saúde mostram um sutil crescimento demográfico conforme os dados da tabela a seguir.
| Ano  | População total | Fonte                   |
| ---- | --------------- | ----------------------- |
| 2010 | 159             | RICARDO; RICARDO (2011) |
| 2014 | 163             | SIASI/SESAI (2014)      |
| 2020 | 283             | SIASI/SESAI (2020)      |

## Kuruayas na cidade de Altamira
A presença dos Kuruaya na cidade de Altamira foi registrada em diversas pesquisas que apontam que eles vivem principalmente com os Xipaya, mas também junto com outros grupos étnicos também outrora missionados como Juruna, Kayapó, Arara, Xukuru, Karajá, Guarani, Guajajara, Xavante e Kanela.